# Bahnhof Kaufbeuren
Der Bahnhof Kaufbeuren ist eine Betriebsstelle der Bahnstrecke Buchloe–Lindau. Er liegt auf dem Gebiet der bayerischen Stadt Kaufbeuren im Allgäu.
Der erste Bahnhof von Kaufbeuren wurde 1847 als vorläufiger Endpunkt der Ludwig-Süd-Nord-Bahn eröffnet. Nach der Verlängerung der Strecke nach Lindau verlegten die Königlich Bayerischen Staatseisenbahnen den Bahnhof bis 1854 näher ans Kaufbeurener Stadtzentrum. Von 1922 bis 1977 war der Bahnhof Kaufbeuren ein Trennungsbahnhof, an dem die Bahnstrecke Kaufbeuren–Schongau abzweigte. Das Empfangsgebäude von 1854 wurde 1978 abgebrochen und bis 1979 durch einen Neubau ersetzt.

## Lage
Der Bahnhof liegt südöstlich der Kaufbeurener Innenstadt, etwa 750 Meter von der Altstadt entfernt. Das Empfangsgebäude befindet sich nordwestlich der Gleise an der Bahnhofstraße, am Rand des Jordanparks. Südöstlich der Bahnsteige auf dem Gelände der ehemaligen Gütergleise befindet sich ein P+R-Parkplatz. Im Südwesten des Bahnhofs unterquert die Bundesstraße 16, die den Bahnhof mit der Altstadt verbindet, durch eine Unterführung die Gleise. Sie verbindet den Bahnhof mit der Innenstadt. Im  Nordosten überqueren die Bahngleise zunächst den Mühlbach, dann auf einer Steinbogenbrücke mit vier Öffnungen die Wertach.
Der Bahnhof Kaufbeuren liegt bei Streckenkilometer 20,289 der zweigleisigen, nicht elektrifizierten Hauptbahn von Buchloe über Kempten (Allgäu) nach Lindau-Insel, die als Allgäubahn bezeichnet wird. Kaufbeuren war zudem Ausgangspunkt der als Sachsenrieder Bähnle bezeichneten Nebenbahn nach Schongau. Diese zweigte nördlich der Wertachbrücke nach Osten von der Hauptbahn ab.

## Geschichte
Am 25. August 1843 verabschiedete die bayerische Regierung das Gesetz zum Bau der Ludwig-Süd-Nord-Bahn von Hof über Bamberg, Nürnberg, Nördlingen, Augsburg und Kaufbeuren nach Lindau. Am 1. September 1847 nahmen die Königlich Bayerischen Staatseisenbahnen den Bahnhof Kaufbeuren als Endpunkt des Abschnittes von Augsburg über Buchloe nach Kaufbeuren in Betrieb. Der erste Kaufbeurener Bahnhof lag nördlich der Wertach, da die Brücke über die Wertach noch nicht fertiggestellt war. Er erhielt ein gemauertes Empfangsgebäude in Ziegelbauweise mit angebautem Güterschuppen und eine Lokremise. 1848 wurde die Wertachbrücke, eine aus Steinquadern errichtete Bogenbrücke mit vier Feldern, fertiggestellt, der bisherige Bahnhof nördlich der Wertach blieb jedoch bestehen. Am 1. April 1852 eröffneten die Bayerischen Staatseisenbahnen die Weiterführung der Strecke über die Wertachbrücke nach Kempten (Allgäu), wodurch der Bahnhof Kaufbeuren zum Durchgangsbahnhof wurde. Bis zum 1. März 1854 war die Gesamtstrecke der Ludwig-Süd-Nord-Bahn von Hof nach Lindau fertiggestellt. Die Stadt Kaufbeuren strebte eine Verlegung des Bahnhofs an das andere Wertachufer an, um den Abstand zur Innenstadt zu verkürzen. Die Bayerischen Staatseisenbahnen lehnten dies anfangs ab, es gelang der Stadt jedoch, sie zu überzeugen. Daraufhin entstand von 1853 bis 1854 für 27.225 Gulden ein neuer Bahnhof südwestlich des alten auf der anderen Seite der Wertachbrücke. Der bisherige Bahnhof wurde 1854 abgetragen.
Der neue Kaufbeurener Bahnhof erhielt ein dreigeschossiges Empfangsgebäude im Stil des Klassizismus, das der Architekt Eduard Rüber entwarf. Daneben entstanden eine Güterhalle, ein Lok- und ein Wagenschuppen. Am 30. März 1892 gingen in Kaufbeuren drei neue mechanische Stellwerke in Betrieb. Von 1904 bis 1905 bauten die Bayerischen Staatseisenbahnen die Strecke zwischen Buchloe und Kempten zweigleisig aus. Dabei wurden am Bahnhof Kaufbeuren die Bahnsteige erneuert und ein neuer Güterschuppen errichtet. Die bisherigen schienengleichen Übergänge wurden durch eine Bahnsteigunterführung ersetzt. Am 1. April 1922 eröffnete die Deutsche Reichsbahn eine Lokalbahn von Kaufbeuren nach Aufkirch, die 1923 nach Schongau verlängert wurde. Der Bahnhof Kaufbeuren wurde damit zum Trennungsbahnhof und erhielt größere Gleisanlagen. Durch den Bau eines zweiten Mittelbahnsteigs wurde die Anzahl der Bahnsteiggleise von drei auf fünf erhöht. Die Strecke diente hauptsächlich dem Güterverkehr vom Bergwerk Peiting ins Allgäu sowie dem Ausflugsverkehr in den Sachsenrieder Forst, weshalb sie auch Sachsenrieder Bähnle genannt wurde.

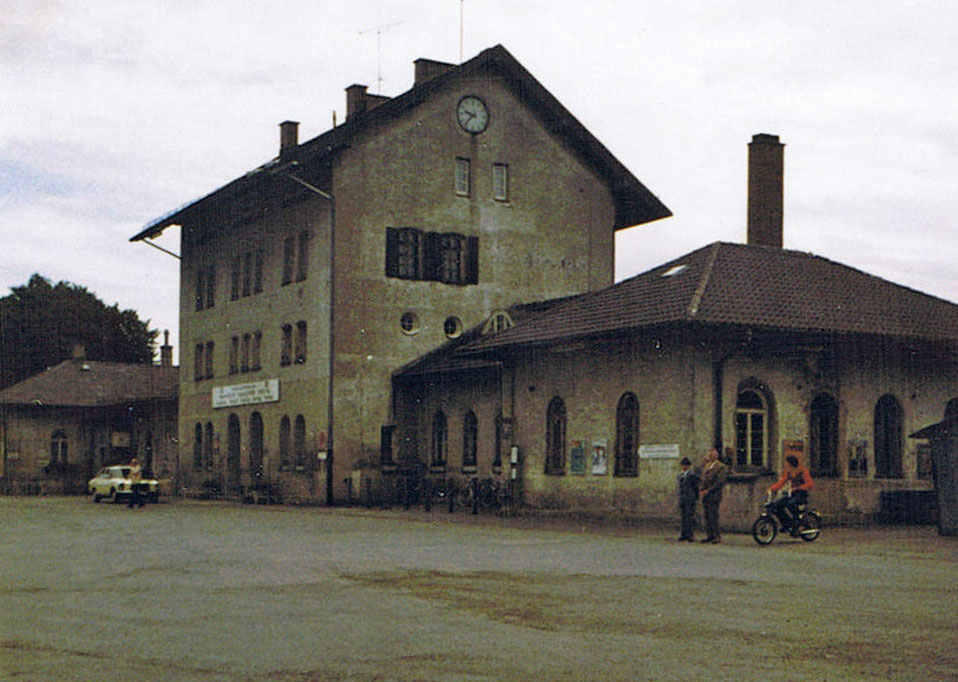
Empfangsgebäude im Mai 1975 – abgebrochen 1978

In den 1950er Jahren erreichten die Gleisanlagen in Kaufbeuren mit acht Hauptgleisen, weiteren Abstell- und Ladegleisen sowie über 40 Weichen ihre größte Ausdehnung. Am 27. Oktober 1970 wurden die bisherigen mechanischen Stellwerke durch ein Spurplandrucktastenstellwerk ersetzt. Wegen sinkender Fahrgastzahlen stellte die Deutsche Bundesbahn am 1. Oktober 1972 den Personenverkehr auf der Bahnstrecke Kaufbeuren–Schongau ein. 1977 stellte die Deutsche Bundesbahn den verbliebenen Güterverkehr ein und legte die Strecke still. Nach der Streckenstilllegung verlor der Bahnhof an Bedeutung, da kaum noch Züge in Kaufbeuren begannen oder endeten. Ein Teil der Gütergleise wurde stillgelegt. Im Februar 1978 wurde das alte Empfangsgebäude von 1854 abgerissen und bis zum 6. Juli 1979 ein neuer Flachbau errichtet. Die im südöstlichen Bahnhofsbereich gelegene Bahnmeisterei Kaufbeuren wurde 1978 aufgelöst. Von 1986 bis 1994 legte die DB die restlichen Gütergleise südöstlich der Bahnsteige still und baute die Gleisanlagen teilweise ab. Die Zahl der Bahnsteiggleise wurde von fünf auf vier reduziert. 1999 folgte die endgültige Einstellung des örtlichen Güterverkehrs. Am 16. Mai 2007 wurde die ehemalige Güterhalle des Bahnhofs abgerissen. Die ehemaligen Rangier- und Gütergleise mit Gleiswaage und einigen Bauten wurden 2013 im Rahmen einer Vergrößerung des hinter dem Bahnhof gelegenen P+R-Parkplatzes abgetragen und überbaut.
Im Jahr 2011 stellte die DB als Betreiber des Bahnhofs in Kaufbeuren Pläne für einen geplanten Neubau des nicht mehr zeitgemäßen Bahnhofsgebäudes vor. Anstelle des derzeitigen Gebäudes sollte ein eingeschossiger Bau errichtet werden, der etwas kleiner als das Vorgängergebäude ist. In dem Gebäude sollten sich ein Reisezentrum und ein Gastronomie-Bereich befinden. Die Vorderseite sollte mit einer großen Glaskonstruktion versehen werden. Die Deutsche Bahn plante für den Neubau mit Kosten von zwei Millionen Euro. Im Oktober 2013 wurde bekannt, dass die Bahn die Umsetzung der Neubaupläne aus finanziellen Gründen vorerst auf Eis gelegt hat.

## Aufbau

### Empfangsgebäude
Das Empfangsgebäude von 1854 war ein dreigeschossiger traufständiger Bau in Ziegelbauweise mit schiefergedecktem Satteldach. Auf beiden Seiten befanden sich eingeschossige Flügelgebäude mit Walmdach, die über einstöckige Querbauten mit dem Hauptgebäude verbunden waren. Das symmetrische Gebäude war im Stil des Klassizismus gehalten und wurde von Eduard Rüber entworfen. Der Hauptbau hatte eine Grundfläche von 16 auf 12 Meter. Im Erdgeschoss befanden sich ein Fahrkartenschalter, Warteräume, die Bahnhofsgaststätte, die Güterabfertigung und ein Postbüro. Im ersten und zweiten Stock waren Wohnungen für Bahnbedienstete untergebracht. Ab 1892 enthielt das Gebäude auch ein Befehlsstellwerk. Um 1938 modernisierte die Deutsche Reichsbahn das Empfangsgebäude, wobei es unter anderem außen verputzt wurde. Im Februar 1978 wurde es abgerissen.
Das neue Empfangsgebäude des Bahnhofs Kaufbeuren wurde am 6. Juli 1979 eröffnet. Es ist ein einstöckiger sechseckiger Klinkerbau mit weit vorstehendem Flachdach. Das Gebäude beinhaltet eine Wartehalle, ein DB-Reisezentrum und einen DB Service Store. Auf beiden Seiten schließen sich flache Anbauten mit Diensträumen an.

### Bahnsteige und Gleisanlagen
In den Anfangsjahren waren in Kaufbeuren drei Bahnsteiggleise an einem Haus- und zwei Zwischenbahnsteigen vorhanden. Daneben existierten weitere Abstell- und Ladegleise. Im Zuge des zweigleisigen Ausbaus der Hauptbahn Buchloe–Lindau wurden bis 1905 die Bahnsteige erneuert. Die Zwischenbahnsteige wurden durch einen Mittelbahnsteig ersetzt. Mit dem Ausbau zum Trennungsbahnhof erweiterte die Deutsche Reichsbahn die Gleisanlagen ab 1922 erneut. Sie errichtete einen zweiten Mittelbahnsteig mit zwei Bahnsteiggleisen. Somit war es nun möglich, dass bei Zugbegegnungen der Hauptbahn in Kaufbeuren gleichzeitig auch zwei Züge der Schongauer Strecke am Bahnsteig stehen konnten.
Ab den 1950er Jahren waren in Kaufbeuren acht Hauptgleise vorhanden, davon fünf Bahnsteiggleise. Dem Empfangsgebäude gegenüber, neben den drei bahnsteiglosen Hauptgleisen, gab es noch zwei weitere Stumpfgleise, die zum Abstellen von Zügen dienten. An die Gütergleise war ein einständiger Lokschuppen angeschlossen. Ein weiteres Stumpfgleis stellte die Anbindung der östlich des Lokschuppens gelegenen Bahnmeisterei her. Südwestlich des Empfangsgebäudes lag die Ortsgüteranlage, die aus zwei Ladegleisen am Güterschuppen bestand. An der südlichen Bahnhofsausfahrt gab es einen Gleisanschluss zum Lagerhaus, der mit umfangreichen Gleisanlagen und einer Drehscheibe ausgestattet war. Nach der weitgehenden Stilllegung der Strecke nach Schongau baute die Deutsche Bundesbahn ab 1972 schrittweise die Güteranlagen zurück. Von 1986 bis 1994 wurden alle restlichen Güteranlagen stillgelegt und der zweite Mittelbahnsteig durch Rückbau des fünften Bahnsteiggleises zu einem Seitenbahnsteig umfunktioniert.

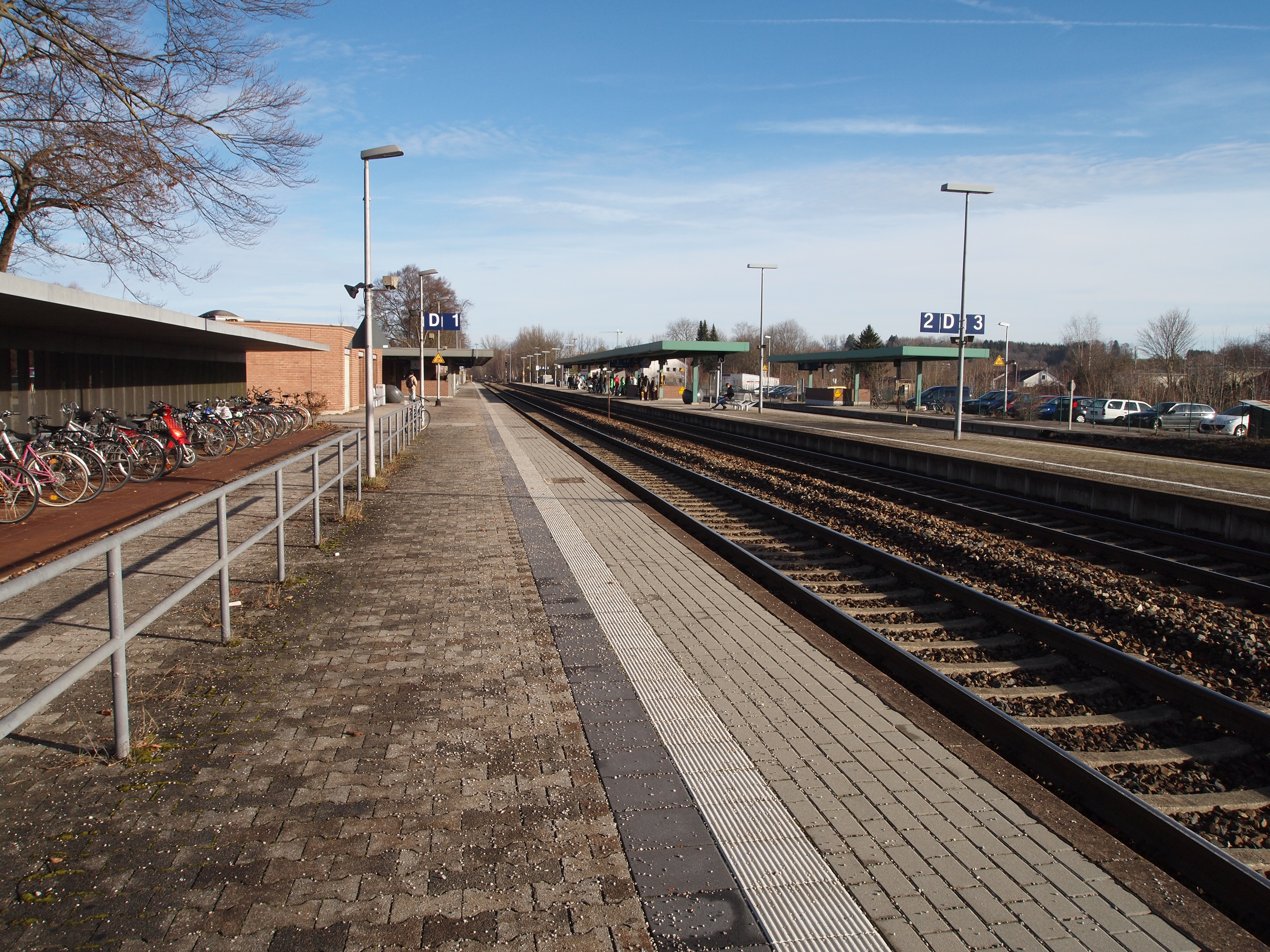
Bahnsteige (2012)

Heute bestehen die Gleisanlagen des Bahnhofs Kaufbeuren aus vier Bahnsteiggleisen. Gleis 1 befindet sich am Hausbahnsteig, die Gleise 2 und 3 an einem Mittelbahnsteig und Gleis 4 an einem dem Hausbahnsteig gegenüberliegenden Seitenbahnsteig. Alle Bahnsteige sind überdacht und mit digitalen Zugzielanzeigern ausgestattet. Eine 1905 eröffnete Unterführung verbindet Mittel- und Seitenbahnsteig mit dem Hausbahnsteig. Es existieren keine Aufzüge, sodass nur Gleis 1 und 4 barrierefrei erreichbar sind. Eine Hebeanlage steht nur an Gleis 1 zur Verfügung.
| Gleis | Nutzbare Länge | Bahnsteighöhe | Nutzung                                                     |
| ----- | -------------- | ------------- | ----------------------------------------------------------- |
| 1     | 330 m          | 38 cm         | Züge in Richtung Kempten, Füssen und Marktoberdorf          |
| 2     | 310 m          | 38 cm         | Züge in Richtung Buchloe, München und Augsburg              |
| 3     | 310 m          | 38 cm         | einzelne Züge in Richtung Buchloe, Füssen und Marktoberdorf |
| 4     | 124 m          | 38 cm         | einzelne Züge in Richtung Augsburg und Füssen               |

### Stellwerke

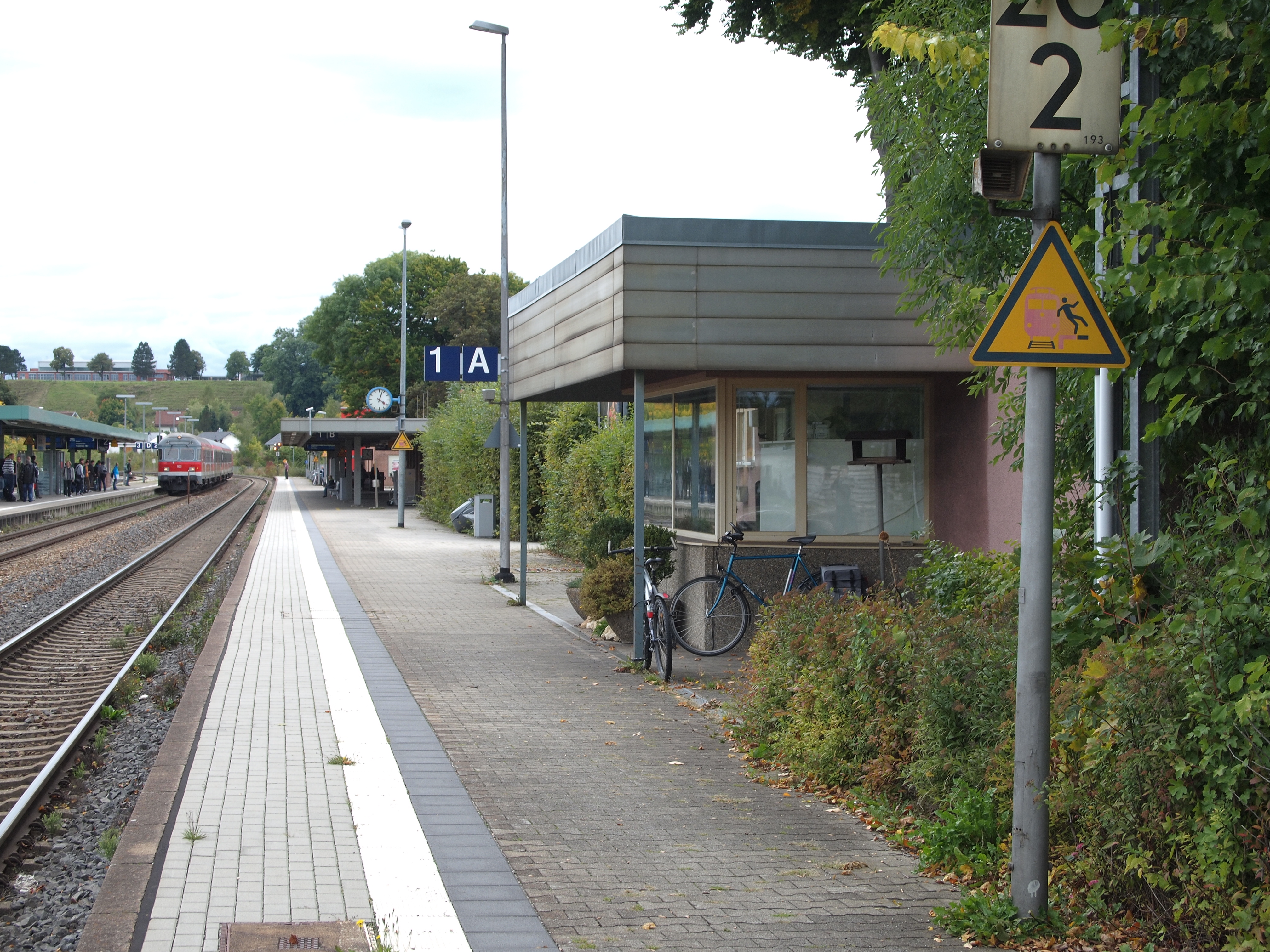
Spurplandrucktastenstellwerk am Hausbahnsteig (2012)

Die Bayerischen Staatsbahnen nahmen in Kaufbeuren am 30. März 1892 drei mechanische Stellwerke der Lokomotivfabrik Krauss & Comp. in Betrieb. Das Befehlsstellwerk war im Empfangsgebäude untergebracht, die Wärterstellwerke in zwei zweigeschossigen Weichentürmen. Stellwerk I befand sich nördlich der Gleisanlagen an der Ausfahrt Richtung Buchloe, Stellwerk II in Fahrtrichtung Kempten zwischen den Streckengleisen und dem Anschluss zum Lagerhaus. Am 27. Oktober 1970 ging ein neues Spurplandrucktastenstellwerk der Bauart Lorenz 30 in Betrieb, das sich in einem eingeschossigen Bau am Hausbahnsteig befindet. Die mechanischen Stellwerke wurden stillgelegt und die Weichentürme kurz darauf abgebrochen.

## Verkehr

### Personenverkehr
| Linie       | Betreiber         | Verlauf                                                                            | Verlauf                                                                            | Taktfrequenz                                 |
| ----------- | ----------------- | ---------------------------------------------------------------------------------- | ---------------------------------------------------------------------------------- | -------------------------------------------- |
| RE7 · RE17  | DB Regio (BR 612) | (Nürnberg –) Augsburg – Buchloe – Kaufbeuren – Kempten (Allgäu) – Immenstadt –     | Hergatz – Lindau-Reutin – Lindau-Insel                                             | zweistündlich 2 Zugpaare ab/bis Nürnberg     |
| RE7 · RE17  | DB Regio (BR 612) | (Nürnberg –) Augsburg – Buchloe – Kaufbeuren – Kempten (Allgäu) – Immenstadt –     | Sonthofen – Oberstdorf                                                             | zweistündlich 2 Zugpaare ab/bis Nürnberg     |
| RE70 · RE76 | DB Regio (BR 612) | München – Kaufering – Buchloe – Kaufbeuren – Kempten (Allgäu) – Immenstadt –       | Hergatz – Lindau-Reutin – Lindau-Insel                                             | zweistündlich                                |
| RE70 · RE76 | DB Regio (BR 612) | München – Kaufering – Buchloe – Kaufbeuren – Kempten (Allgäu) – Immenstadt –       | Sonthofen – Oberstdorf                                                             | zweistündlich                                |
| RE79        | DB Regio (BR 633) | (Augsburg –) Buchloe – Kaufbeuren – Biessenhofen – Kempten (Allgäu)                | (Augsburg –) Buchloe – Kaufbeuren – Biessenhofen – Kempten (Allgäu)                | stündlich                                    |
| RB68        | BRB (LINT-Züge)   | München – Kaufering – Buchloe – Kaufbeuren – Biessenhofen – Marktoberdorf – Füssen | München – Kaufering – Buchloe – Kaufbeuren – Biessenhofen – Marktoberdorf – Füssen | einzelne Züge                                |
| RB77        | BRB (LINT-Züge)   | Augsburg – Bobingen – Buchloe – Kaufbeuren – Biessenhofen – Marktoberdorf – Füssen | Augsburg – Bobingen – Buchloe – Kaufbeuren – Biessenhofen – Marktoberdorf – Füssen | stündlich (Wenn RB68 fährt, dann keine RB77) |

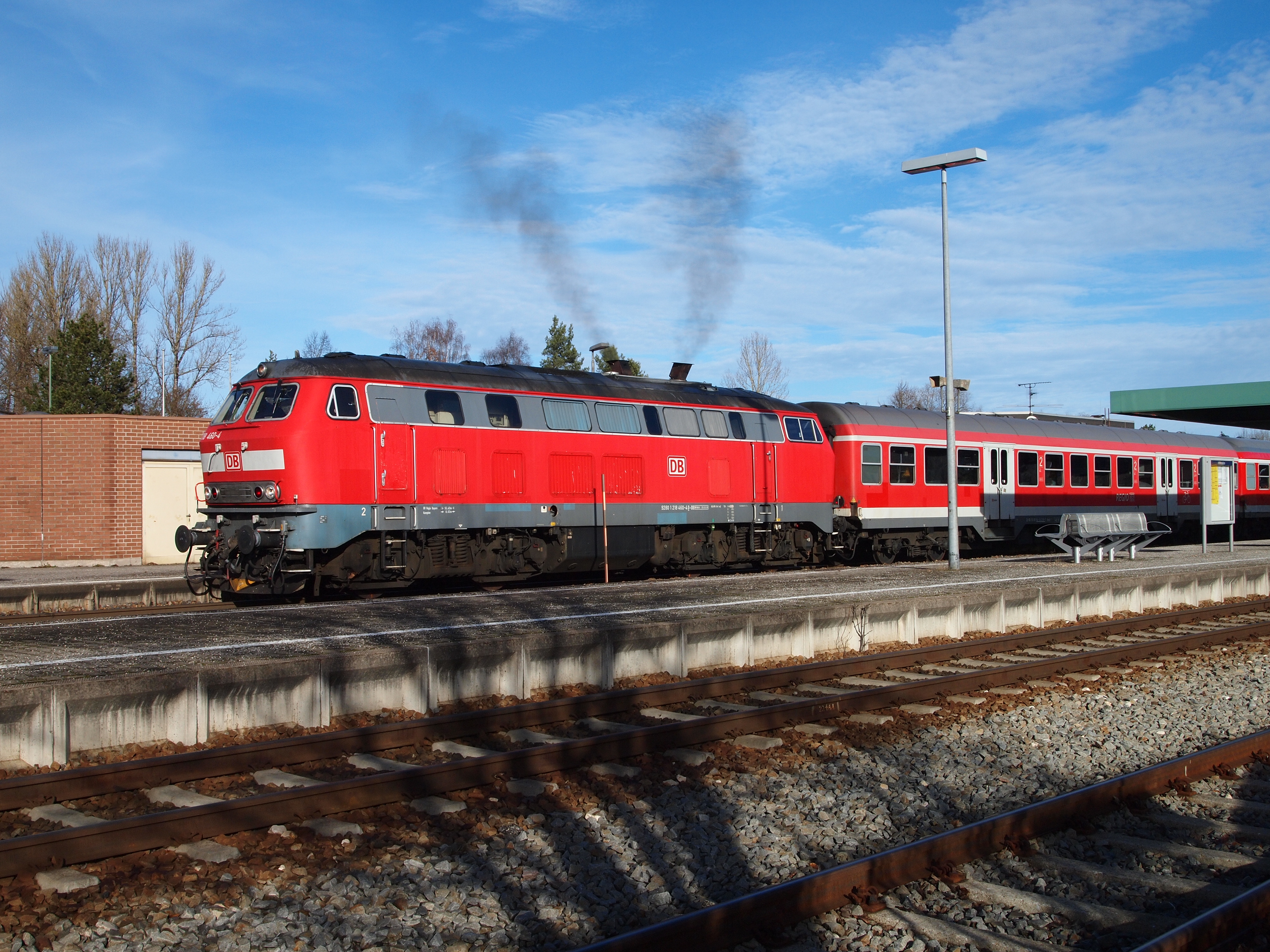
Lokomotive der Baureihe 218 mit n-Wagen als Regional-Express in Kaufbeuren

Das IC-Zugpaar Nebelhorn (IC 2084/2085) von Oberstdorf nach Hamburg-Altona ist die einzig verbliebene Leistung des Schienenpersonenfernverkehrs in Kaufbeuren. Zwischenzeitlich wurde es aufgrund eines Stellwerksschadens in Oberstdorf eingestellt, fährt seit März 2025 aber wieder.

### Güterverkehr
Ab dem 1. April 1922 diente der Bahnhof Kaufbeuren als Durchgangsstation für den Güterverkehr von den Bergwerken Peiting und Peißenberg ins Allgäu. Die Kohlezüge wechselten dabei in Kaufbeuren vom Sachsenrieder Bähnle auf die Bahnstrecke Buchloe–Lindau. Auch Rundholz aus dem Sachsenrieder Forst wurde in Kaufbeuren verladen. Des Weiteren kamen Nahgüterzüge aus Schongau und den Orten entlang der Bahnstrecke Kaufbeuren–Schongau in Kaufbeuren an. Der örtliche Güterverkehr und die Stückgutverladung waren ebenfalls von Bedeutung. Bis zum 25. September 1966 wurde ein im Kaufbeurener Stadtgebiet von der Bahnstrecke Kaufbeuren–Schongau abzweigender Gleisanschluss zu einem Kieswerk bedient. Für die Rangierarbeiten und Übergabefahrten war in Kaufbeuren eine eigene Kleindiesellokomotive der Baureihe Köf III stationiert. Bis zum 31. Dezember 1972 gab die Deutsche Bundesbahn fast den gesamten Güterverkehr zwischen Kaufbeuren und Schongau auf. Der Bahnhof verlor dadurch einen großen Teil seines Güterverkehrs. Es verblieb ein Güterzug von Kaufbeuren nach Linden, der am 1. September 1977 eingestellt wurde. Im Mai 1987 zog die DB die Kleinlokomotive ab und gab zum 1. Januar 1990 den Stückgutverkehr in Kaufbeuren auf. Im Mai 1999 stellte die Deutsche Bahn den örtlichen Güterverkehr vollständig ein. Heute findet am Bahnhof Kaufbeuren keine Güterabfertigung mehr statt.